# Josua-Palmlilie
Die Josua-Palmlilie oder Josuabaum (Yucca brevifolia) ist eine Pflanzenart aus der Gattung der Palmlilien (Yucca). Das Artepitheton brevifolia leitet sich von den lateinischen Worten brevis „kurz“ und folius „blättrig“ ab und bedeutet „kurzblättrig“. Ein englischer Trivialname ist „Joshua Tree“.
Die vor allem in der Mojave-Wüste des Joshua-Tree-Nationalparks vorkommende Art erreicht Wuchshöhen von über 12 Metern. Zusammen mit dem Saguaro (Carnegiea gigantea) sind sie die Symbole der nordamerikanischen Wüstenflora. Durchschnittlich wird sie etwa 150 Jahre alt.

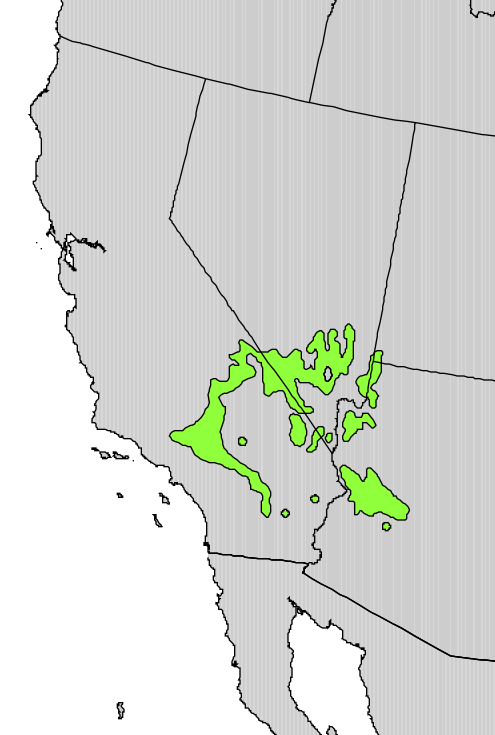
Das Verbreitungsgebiet

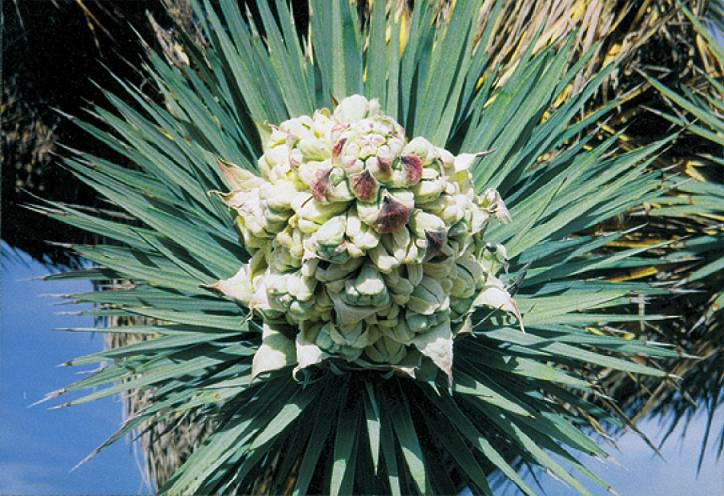
Knospe

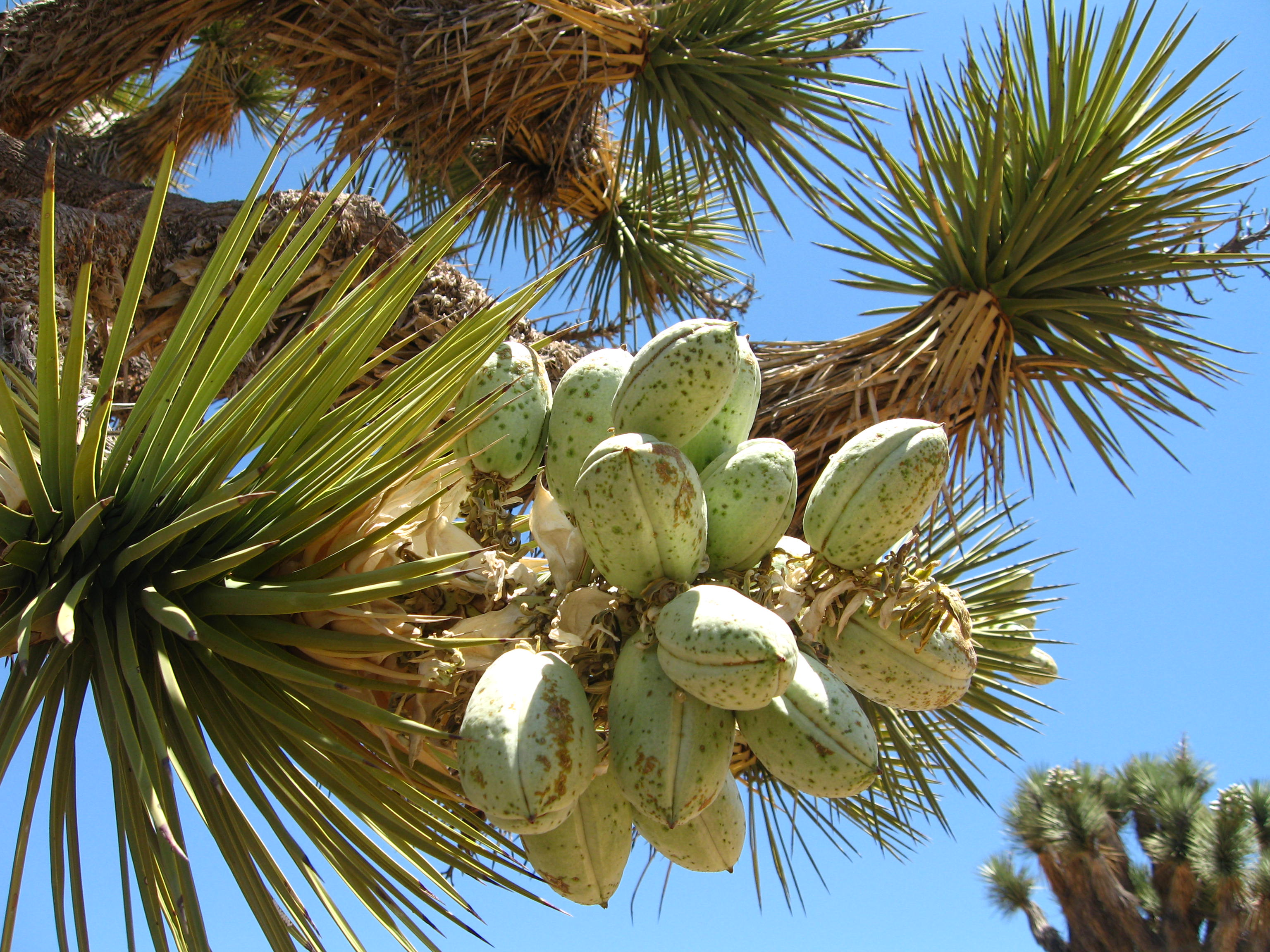
Früchte

## Beschreibung
Die Josua-Palmlilie wächst solitär und erreicht über 12 Meter Höhe. Der Stamm ist an der Basis 1 bis 1,5 Meter dick. Er verzweigt sich in 2 bis 3 Meter Höhe. Die schwertförmigen, gezahnten, grünen, auf der Unterseite konkaven Blätter sind 15 bis 40 cm lang und 0,5 bis 1,6 cm breit. Die Blattränder sind hornig. Der in den Blättern beginnende, verzweigte, aufrecht oder zur Seite geneigte dichte Blütenstand wird 0,2 bis 0,5 Meter hoch. Die Blütezeit ist von März bis Mai. Die kugeligen bis ovalen, weißen, cremefarbenen Blüten sind bis 3,5 cm lang und 2 cm breit. Charakteristisch und einmalig in der Gattung ist das Zerbröseln der reifen Frucht. Exemplare aus den hohen Bergregionen sind frosthart bis minus 15 °C. Sie sind allerdings nässeempfindlich.
Nach Ansicht einiger Forscher wird die Josua-Palmlilie durchschnittlich etwa 150 Jahre alt, wobei einige der größten Exemplare möglicherweise viel älter sind. Der Leiter des Joshua Tree Nationalparks David Smith gab in einem Gespräch zum Zustand des Parks nach dem Shutdown infolge der US-Haushaltssperre 2019 ein Wachstum von 300 Jahren an. Für ein bestimmtes Gebiet der Mojave wird angenommen, dass einige Individuen 900 Jahre alt sein könnten.

## Verbreitung
Die Josua-Palmlilie ist in den USA in den Staaten Kalifornien, Arizona und Utah in der Mojave-Wüste, der Sonora-Wüste und der Great-Basin-Wüste in Ebenen, an steinigen Hängen und in Pinyon-Juniper Waldland in 400 bis 1800 m Höhe verbreitet. Sie wächst vergesellschaftet mit Yucca schidigera, Yucca baccata, Yucca whipplei, Agave utahensis subsp. eborispina, Sclerocactus polyancistrus, Sclerocactus nyensis und zahlreichen anderen Kakteen-Arten.

## Systematik
Die Beschreibung durch den amerikanischen Botaniker George Engelmann wurde 1871 im achtbändigen Ergebniswerk zur 1867 gestarteten US-amerikanischen geologischen Expedition am 40. Breitengrad (Geological Exploration of the Fortieth Parallel) veröffentlicht. Es sind oder waren mehrere Synonyme gebräuchlich:
- Cleistoyucca arborescens (Torrey) Trelease[7]
- Cleistoyucca brevifolia (Engelmann) Rydberg[8]
- Yucca arborescens (Torrey) Trelease[9]
- Yucca draconis L. var. arborescens Torrey[10]

Von Fritz Hochstätter werden folgende Unterarten unterschieden:
- Yucca brevifolia subsp. brevifolia
- Yucca brevifolia subsp. jaegeriana (McKelvey) Hochstätter
- Yucca brevifolia subsp. herbertii (Webber) Hochstätter

Sie ist der Vertreter der Sektion Clistocarpa.

## Frühere Nutzung durch die Serrano
Die Josua-Palmlilie wird von den Serrano in ihrer Sprache „choor-martsh“ genannt, von den Cahuilla „humwichawa“ und von den Südlichen Paiute „sovarampi“.
Laut Ernest Siva, einem Cahuilla-Serrano-Ältesten, aßen die Serrano traditionell Knospen und Blüten sowie die Samen in den grünlich-weißen Schoten, sowohl roh als auch als gekochten Brei. Aus den Wurzeln flochten sie Körbe.

## Gefährdung
Die Verbreitung der Josua-Palmlilie wird durch den Klimawandel voraussichtlich verringert und verschoben. Es besteht weiters die Sorge, dass sie gänzlich aus dem Joshua-Tree-Nationalpark verschwinden wird. Ökologische Untersuchungen deuten darauf hin, dass ihre Populationen bis zum Ende des 21. Jahrhunderts auf 10 % ihres derzeitigen Verbreitungsgebiets reduziert sein werden. Damit würde das Ökosystem des Parks grundlegend verändert.
Das Dome Fire verwüstete im August 2020 ca. 18.000 ha im Cima Dome, wo bisher das dichteste Vorkommen der Palmlilie bestand und tötete die meisten der Sträucher.
Die Fähigkeit der Art, in eine günstigere Klimazone zu wandern, könnte durch das Aussterben des riesigen Shasta-Bodenfaultiers (Nothrotheriops shastensis aus der Familie der Nothrotheriidae) und anderer vor 13.000 Jahren vermindert worden sein. Subfossiler Faultierdung aus der in den 1930er Jahren ausgegrabenen Gypsum-Höhle im südlichen Nevada enthielt schlecht gekaute und verdaute Blätter, Früchte und Samen der Josua-Palmlilien, was darauf hindeutet, dass die Faultiere die Sträucher verbreitet haben könnten. Reste der Josua-Palmlilie fanden sich in Nestern der Amerikanischen Buschratte aus dem frühen Holozän und dem Spätglazial (11000–30000 Jahre BP) in der Mojave-, Colorado und Sonora-Wüste, die Pflanze war also deutlich weiter verbreitet als heute.

## Sonstiges
Eine oft wiederholte Erklärung des Namens besagt, dass durchziehende Mitglieder der Kirche Jesu Christi der Heiligen der Letzten Tage (Mormonen) die dünnen ausgestreckten Äste mit den Armen des biblischen Josua, des Sohns Nuns, verglichen, der den Israeliten als Nachfolger Mose den Weg ins gelobte Land gewiesen hat. Für diese Namenserklärung scheint es aber keine historischen Quellen zu geben, zudem ist in der Bibel Mose diese Rolle mit den ausgestreckten Armen zugewiesen, während für Josua eine ausgestreckte Lanze bei der Eroberung der Stadt Ai genannt ist.
Die irische Rockband U2 benannte ihr 1987 veröffentlichtes fünftes Studioalbum The Joshua Tree nach der markanten Pflanze. Für die Motivsuche zur Gestaltung des Schallplattencovers reiste die Band im Dezember 1986 mit ihrem Fotografen für drei Tage in die Wüste von Kalifornien. Das auf dem Cover abgebildete Exemplar ist im Jahr 2000 abgestorben und mittlerweile umgefallen.
1993 erschien der Film Joshua Tree mit Dolph Lundgren in der Hauptrolle. 1994 wurde der Titel in Army of one geändert, um sich von dem U2-Album abzugrenzen.